# Ilha Pedra da Fortaleza
A ilha Pedra da Fortaleza é uma pequena ilha situada no rio Uruguai, entre os municípios brasileiros de Itapiranga, em Santa Catarina, e Pinheirinho do Vale, no Rio Grande do Sul. Nesse local, no passado, ocorreram muitos incidentes com as balsas de madeiras e balseiros que desciam pelo rio Uruguai.